# Ivo Žďárek
Ivo Žďárek (ur. 6 listopada 1960 w Trutnovie, zm. 20 września 2008 w Islamabadzie) – czeski dyplomata, ambasador Czech w Pakistanie.
Studiował w Moskiewskim Państwowym Instytucie Stosunków Międzynarodowych, Uniwersytecie Karola w Pradze i w Stanfordzie. Pracował w wielu placówkach czeskich w Azji, w latach 1995–1999 był konsulem w Szanghaju, 2004–2008 był ambasadorem w Wietnamie. W 2008 został mianowanym ambasadorem w Pakistanie, zginął w zamachu terrorystycznym w Islamabadzie 20 września 2008.